# High Hoyland
Pour les articles homonymes, voir Hoyland (homonymie).
High Hoyland est un village et une paroisse civile du Yorkshire du Sud, en Angleterre.